# Хекате
Проли́в Хекате (англ. Hecate Strait) — пролив, отделяющий острова Хайда-Гуай от материковой части Британской Колумбии. Соединяет пролив Диксон-Энтранс, расположенный на севере, с заливом Королевы Шарлотты на юге. Максимальная ширина пролива на юге равна 140 км, к северу пролив сужается, его минимальная ширина равна 48 км. Длина пролива составляет 260 км. Пролив мелководен — максимальная глубина (на севере) составляет всего 45 метров. Зимняя погода сурова: штормы, зародившиеся в заливе Аляска, приносят в пролив высокие волны и ураганные ветры со скоростью свыше 40 км/час.
И открытые воды пролива, и многочисленные узкие заливы богаты морской жизнью: много моллюсков, обитают различные виды рыб, в том числе палтус, сельдь, лосось.
Индейцы хайда давно освоили воды пролива, их поселения появились на восточных берегах Хайда-Гуай примерно 6—8 тысяч лет назад. Первым из европейцев в водах пролива побывал испанский исследователь Хасинто Кааманьо в 1792 году, но своё нынешнее название пролив получил лишь 70 лет спустя, когда капитан Джордж Генри Ричардс назвал его в честь своего корабля во время исследовательского плавания вдоль Тихоокеанского побережья Северной Америки в 1861—1863 годах.

## Галерея

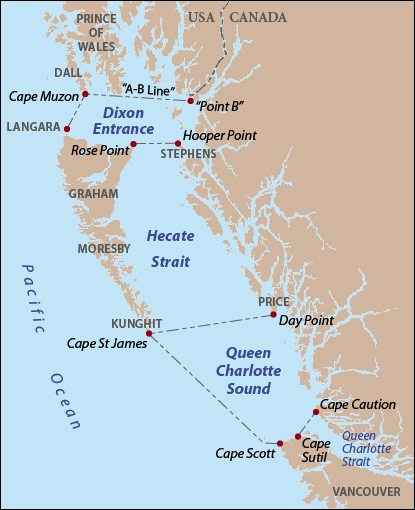
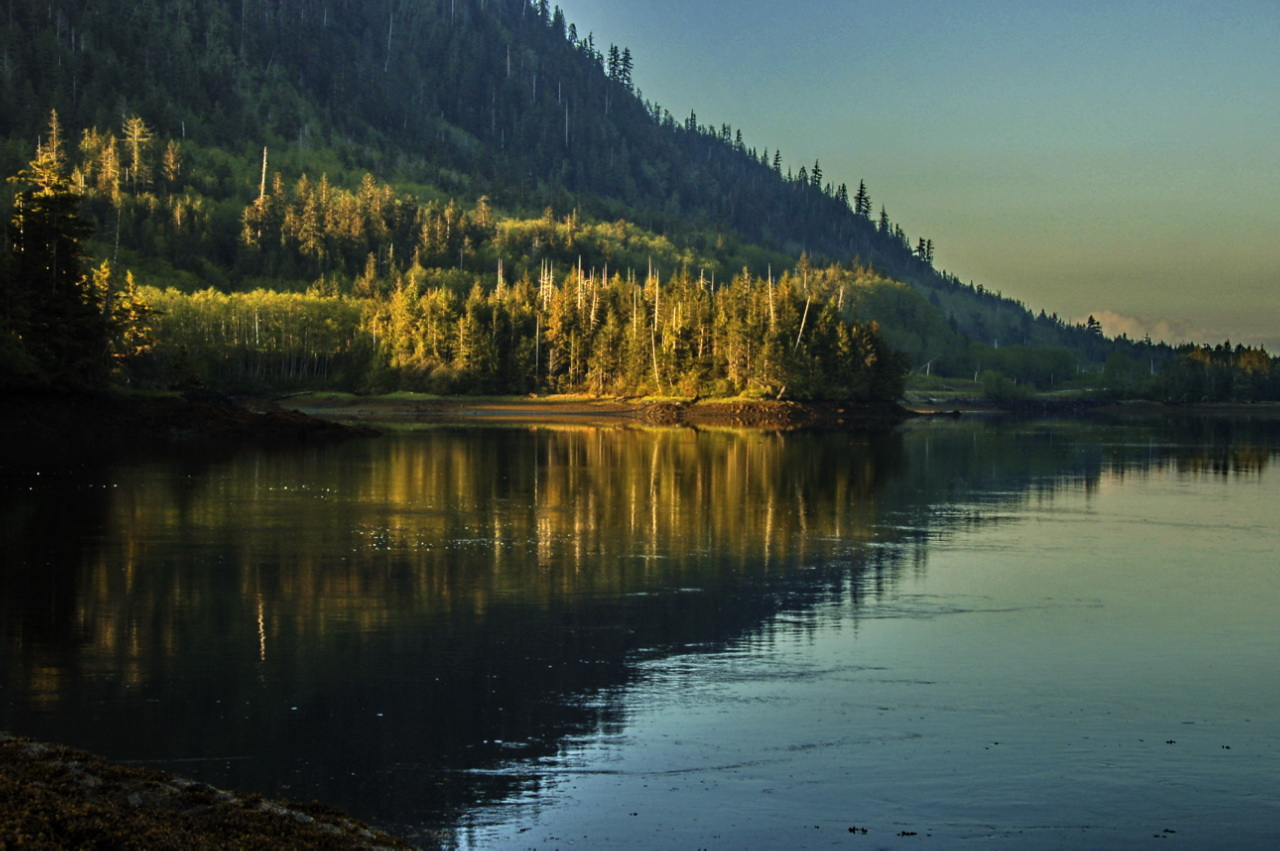
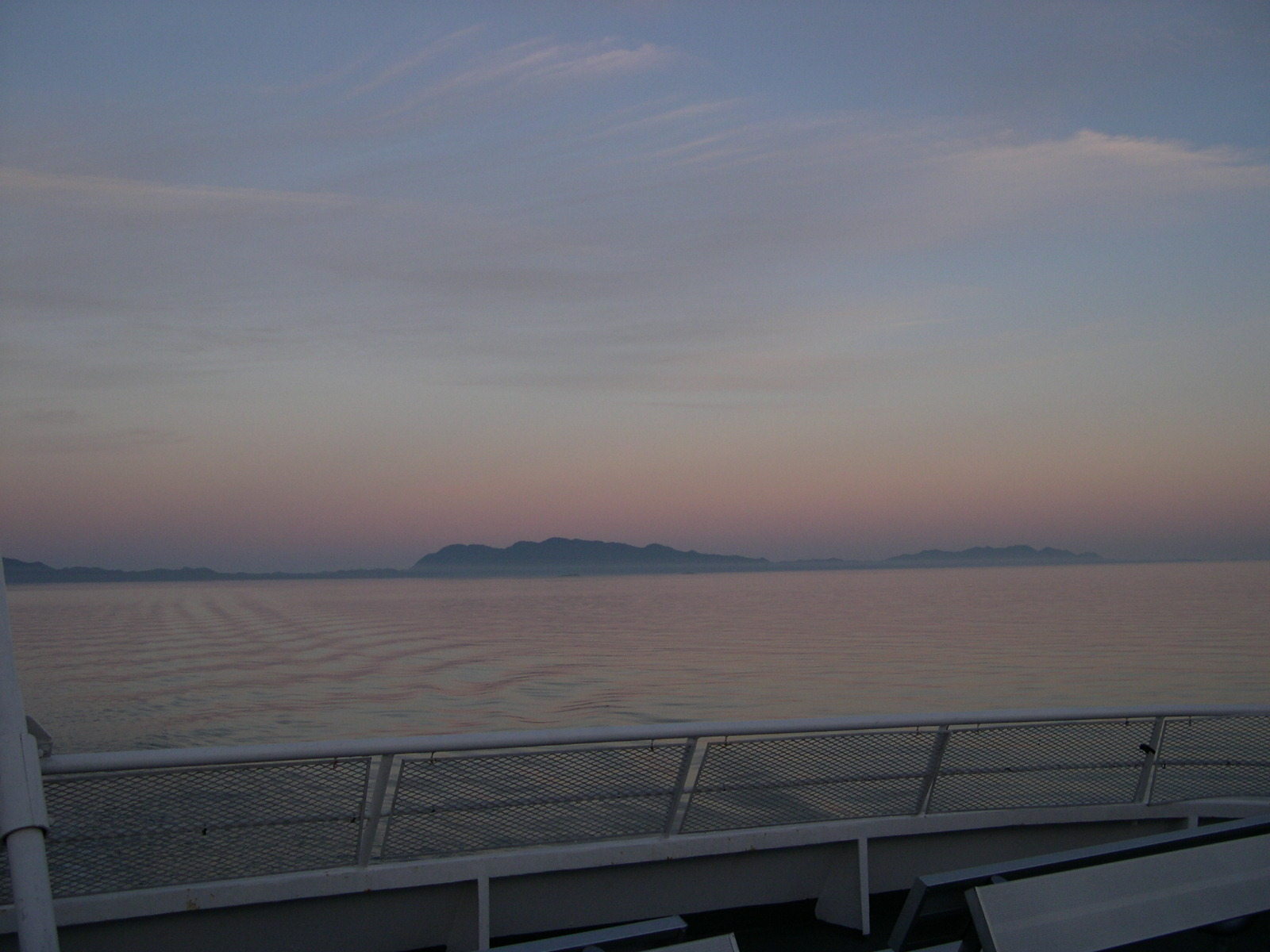
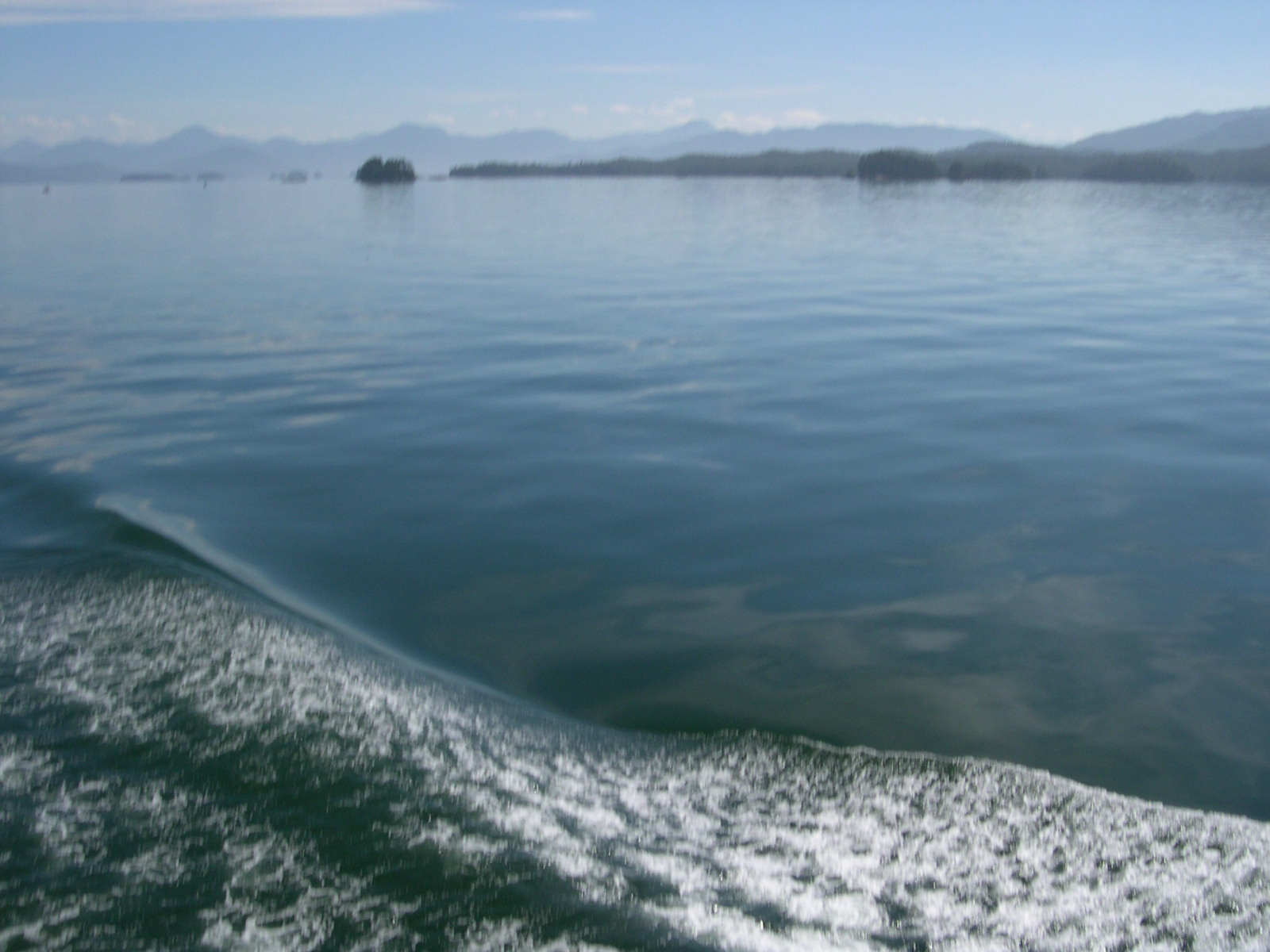
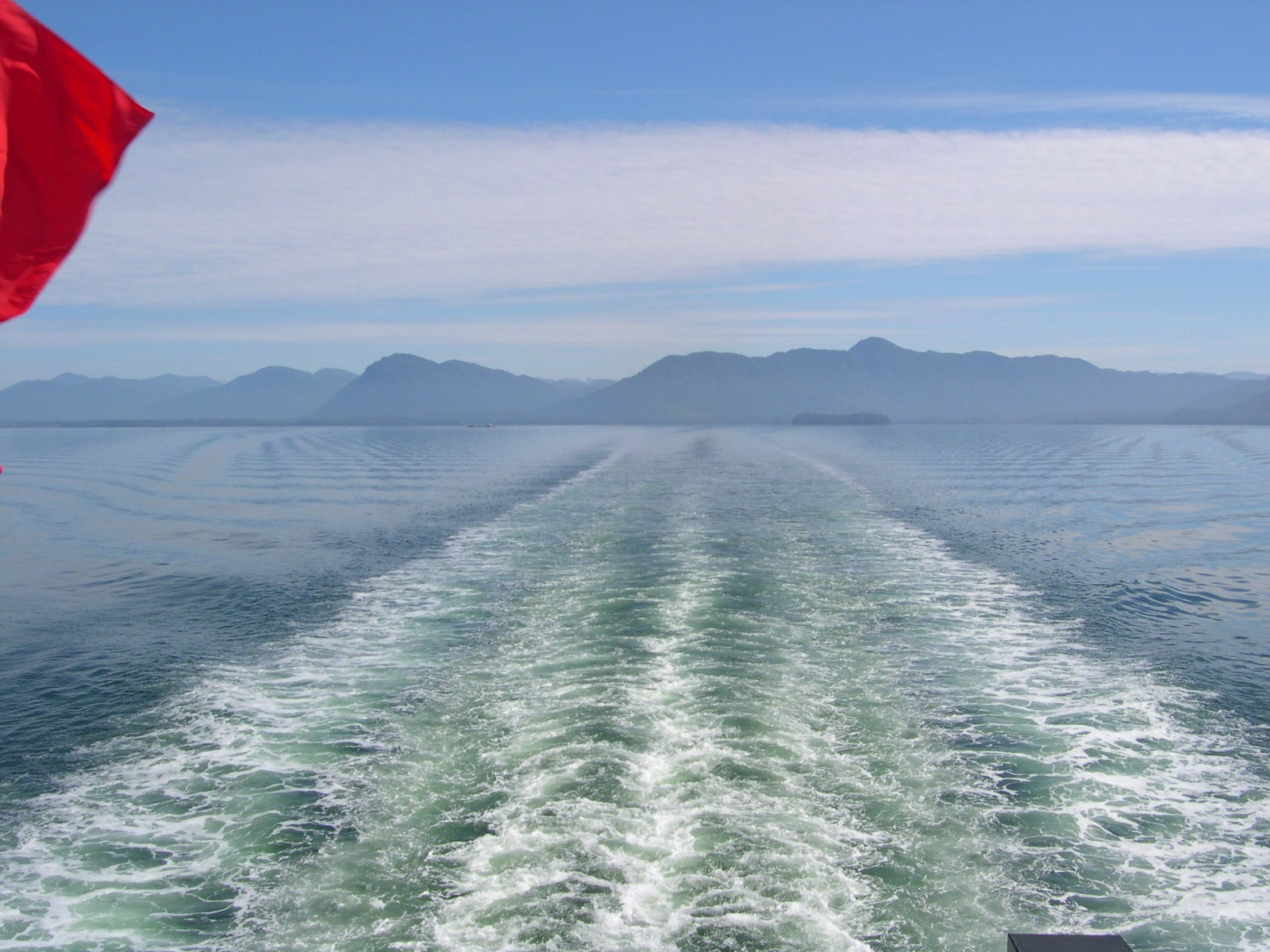